# Тюнтюгур
Тюнтюгу́р (каз. Тімтуір) — село у складі Карасуського району Костанайської області Казахстану. Входить до складу Карасуського сільського округу.
Населення — 59 осіб (2021; 158 у 2009, 544 у 1999, 1054 у 1989).